# Патронат (Древний Рим)
Патро́н (лат. patronus, от pater — отец) в римском праве — гражданин, оказывавший покровительство и защиту неполноправным членам римского гражданского и политического общества, а именно клиентам и вольноотпущенникам. Для клиентов патронами были патриции, с которыми клиенты вступили в зависимые отношения, и их наследники. Для вольноотпущенников патроном считалось лицо, которое их освободило. Особый слуга (номенклатор) помогал поддерживать многочисленные взаимоотношения с клиентами.
Клиенты, в свою очередь, должны были каждое утро приветствовать своего патрона в его доме, выполнять функции посыльных, быть его личной охраной или клакёрами при выступлениях. Для вольноотпущенников, как пишет Гиббон, «…существовало правило, что у раба нет отечества, поэтому вместе со свободой он получал право вступать в то политическое общество, в котором его патрон состоял членом». Если патрон хотел выдвинуть свою кандидатуру на государственную должность, клиенты были обязаны голосовать за него на народных собраниях (комициях). Однако после того, как были приняты законы, установившие подачу голосов посредством табличек (leges tabellariae), проверка на верность патрону стала невозможной, что было довольно удобно для клиентов, поскольку многие из них имели нескольких патронов и из-за этого не могли решиться, за кого отдать свой голос.
Города и провинции Римской империи также были под покровительством патрона, чаще всего римского сенатора, обязанностью которого была защита интересов города или провинции в Риме. К примеру, Цицерон был патроном провинции Сицилия, чьи интересы он защищал в деле Верреса.
Во время гражданских войн в Римской империи некоторые полководцы из популяров назначали себя патронами своих войск.
Под покровительством патрона также находились некоторые поэты, как, например, знаменитый эпиграмматист Марциал.